# Pino Santo
Pino Santo este o arie protejată (arie specială de conservare — SAC, sit de importanță comunitară — SCI) din Spania întinsă pe o suprafață de 1.564,8 ha, integral pe uscat.

## Localizare
Centrul sitului Pino Santo este situat la coordonatele 28°03′37″N 15°30′02″W / 28.0602°N 15.5005°V.

## Înființare
Situl Pino Santo a fost declarat sit de importanță comunitară în octombrie 1999 pentru a proteja un număr necunoscut de specii din flora spontană și fauna sălbatică aflate în arealul zonei. Situl a fost protejat și ca arie specială de conservare în ianuarie 2010.

## Biodiversitate
Situată în ecoregiunea , aria protejată conține 3 habitate naturale: Plantații de palmieri Phoenix, Păduri de Olea și Ceratonia, Tufărișuri termo-mediteraneene și de pre-deșert.
La baza desemnării sitului se află un număr nedeclarat de specii protejate.